# Ed Allen (Musiker)
Edward „Ed“ Clifton Allen (* 15. Dezember 1897 in Nashville, Tennessee; † 28. Januar 1974 in New York City, New York) war ein amerikanischer Trompeter des traditionellen Jazz.

## Leben
Allen wuchs in St. Louis auf, lernte Klavier und Kornett; ab 1916 spielte er hauptberuflich in St. Louiser Kneipen und Rasthäusern, später auf Flussdampfern zwischen St. Louis und New Orleans u. a. bei Charlie Creath und Fate Marable; ab 1922 mit eigener Band. Spielte 1924 bei Earl Hines in Chicago. Ging für eine Ed Daily-Show nach New York City, wo er von 1925 bis 1927 in Joe Jordans Revueorchester spielte, Ende der 1920er Jahre bei Leroy Tibbs; begleitete Clarence Williams bei Plattenaufnahmen (bei denen insbesondere Bessie Smith sang, etwa Nobody Knows You When You’re Down and Out), King Oliver und andere. In den 1930er Jahren war Allen bei verschiedenen Tanzorchestern engagiert, Anfang der 1940er bei Tony Pastor, ab Mitte der 1940er bis 1963 bei Benton Heath. 1961 nahm er noch mit Elmer Snowden auf.